# Калінін Костянтин Олексійович
Костянти́н Олексійович Калі́нін  (5 лютого (24 січня за старим стилем) 1887, Варшава — † 22 жовтня 1938, Воронеж, РРФСР) — український, російський та радянський авіатор, авіаконструктор.

## Життєпис
Народився у Варшаві, у сім'ї вихідців із міста Валуйки Воронезької губернії Російської Імперії.
1904 року закінчив учительську семінарію в посаді Андрієво (Келецьке воєводство). Щоби допомогти сім'ї працює токарем на ливарно-механічному заводі Корштейна.
1906 року за розповсюдження революційних прокламацій заарештований. Провів у в'язниці півроку, доки клопотаннями старшого брата Володимира, який того часу служив у міністерстві юстиції, був відпущений на поруки під заставу. Працює вчителем у приватній школі у містечку Водзіслав. Костянтин мріяв продовжити освіту, але з клеймом «політично неблагонадійного» шлях до вищого навчального закладу був для нього закритий. То ж довелося погодитися на пропозицію брата Володимира розпочати кар'єру військового.
1908 року вступив до Варшавського 184-й піхотного полку, де отримав можливість підготуватися до вступу у військове училище.
1909—1912 — навчався в Одеському військовому училищі.
1912—1914 — служив у 3-й Сибірській стрілецькій артилерійській бригаді, 2-му Владивостоцькому фортечному артилерійському полку під Владивостоком.
1915—1916 — брав участь у бойових діях на фронті, за що нагороджений орденами Станіслава, Анни та Володимира.
1916 року закінчив Гатчинську авіашколу, отримав диплом військового льотчика.
1917 року призначений командиром 26-го корпусного авіаційного загону. Останнє звання у російській армії — штабс-капітан.
1918—1919 — служить в авіації Армії Української Держави.
З 03.12.1918 р. — командир 1-го Волинського авіаційного дивізіону.
З лютого 1919 р. — командир повітроплавного загону Армії УНР та УГА.
З травня 1919 р. — інспектор авіації УГА.
Влітку — восени 1919 р. — завідувач авіаційного складу Дієвої армії УНР.
1920—1922 — служив в авіації РСЧА, вступив до лав РКП(б), екстерном склав іспити та зарахований на другий курс Московського інституту Червоного повітряного флоту. Окрім навчання, очолював науково-технічну секцію інституту, брав участь в роботі Навчального комітету, організував льотний гурток, де на старенькому «Н'юпорі» проводив ознайомлювальні польоти для студентів. У результаті партійних інтриг та «чисток» у лютому 1922 р. відчислений як «неблагонадійний».
1923 року вступив до Київського політехнічного інституту на 4-й курс. Калінін наполегливо навчався, брав участь у роботі всіх секцій Авіаційного науково-технічного товариства (АНТТ) при КПІ. Пілотував та організовував навчальні польоти літаків «Анасаль» та «Вуазен», що були в розпорядженні інституту. Опублікував кілька професійних робіт в періодиці того часу

Працював начальником виробництва на київському авіаційному ремонтному заводі «Ремповітрошлях-6».

Розпочав проєктування першого літака власної конструкції К-1. Ескізний проєкт та основні розрахунки були готові після місяця напруженої праці. Проєкт виконаний з урахуванням обмежених технологій та матеріалів, що були доступні заводу на той час. Керівництво заводу сприйняло ініціативу позитивно та надало кількох спеціалістів на допомогу Калініну.
1924 року запатентував конструкцію еліптичного крила.

У липні проєкт К-1 затвердили у науково-технічному комітеті а у вересні завод розпочав будівництво дослідного зразка. Будівництво велося повільно та уривками через склоки де-яких керівників та працівників заводу, та все ж було закінчено у червні наступного року.
1925 року, 26 липня, відбувся перший політ пасажирського літака К-1 під керуванням молодого пілота київського гарнізону С. А. Косинського. В перший політ разом з пілотом полетів і сам К. О. Калінін. В подальшому це стало правилом для Калініна — в першому польоті ризикувати разом з випробувачем.

У вересні, після усунення дрібних дефектів та доопрацювання руля напрямку, літак перегнали до Харкова, де з ним ознайомилися представники «Укрповітрошлях». 16 вересня літак вилетів за маршрутом Харків-Орел-Серпухов-Москва, подолавши сумарну відстань 1200 км.

Протягом жовтня-листопада літак успішно витримав державні випробування та був рекомендований до серійного виробництва та експлуатації на повітряних лініях цивільної авіації, вперше в СРСР.

Літак був придбаний товариством «Доброліт», отримав реєстраційний номер RR-DBE (пізніше СССР-481) та переданий Центральній повітростанції Москви, де використовувався для перевезення пасажирів та аерофотознімання до 1930 р.

Наприкінці грудня Калінін блискуче захистив проєкт К-1 перед дипломною комісією КПІ та отримав диплом інженера-механіка.
1926 року Калініна призначено Директором та Головним конструктором авіаційного заводу акціонерного товариства повітряних сполучень «Укрповітрошлях» у Харкові. Перші два роки роботи тут видалися нелегкими. Незважаючи на те, що були створені К-2 і К-3, в УВП продовжували робити ставку на добре знайомі і надійні в експлуатації літаки німецької фірми «Дорньє».
1927 року заводом виготовлений перший серійний літак К-2.
Проведені успішні випробування санітарного літака K-3.
1928 року заводом виготовлений перший серійний літак К-2.
1928 року Калінін приступив до створення К-4.. Санітарна версія літака відзначена золотою медаллю на Третій Міжнародній авіаційній виставці у Берліні.
У 1928—29 рр. у Харкові розробив конструкції пасажирських літаків К-4, К-5, які витіснили машини іноземних марок з повітряних ліній СРСР. К-5 — наймасовіший літак тих часів у СРСР — цих літаків побудували 260 шт.
У 1930—38 рр. збудовано літаки К-7, розрахований на 120 пасажирів, бомбардувальники К-12, К-13.
Заарештований 1 квітня 1938 р. у Воронежі. У в'язниці створив ескіз нового літака К-15 — з трикутним крилом.
22 жовтня цього ж року помер у воронезькій тюрмі від катувань.
У серпні 1955 Військова колегія Верховного суду СРСР, переглянувши справу, скасувала вирок «за відсутністю складу злочину».

## Найвідоміші конструкції літаків К.О.Калініна
- АК-1 «Доброльот»[en]
- K-1
- K-2
- K-3
- K-4[en]
- К-5
- K-6
- K-7
- K-8
- K-9
- K-10
- K-11
- K-12[en]
- K-13
- K-14
- K-15
- K-15

## Вшанування пам'яті
Вулиця Костянтина Калініна у містах Харків, Балаклія, Богуслав.